# Newabucht
Koordinaten: 59° 56′ 23″ N, 29° 59′ 29″ O

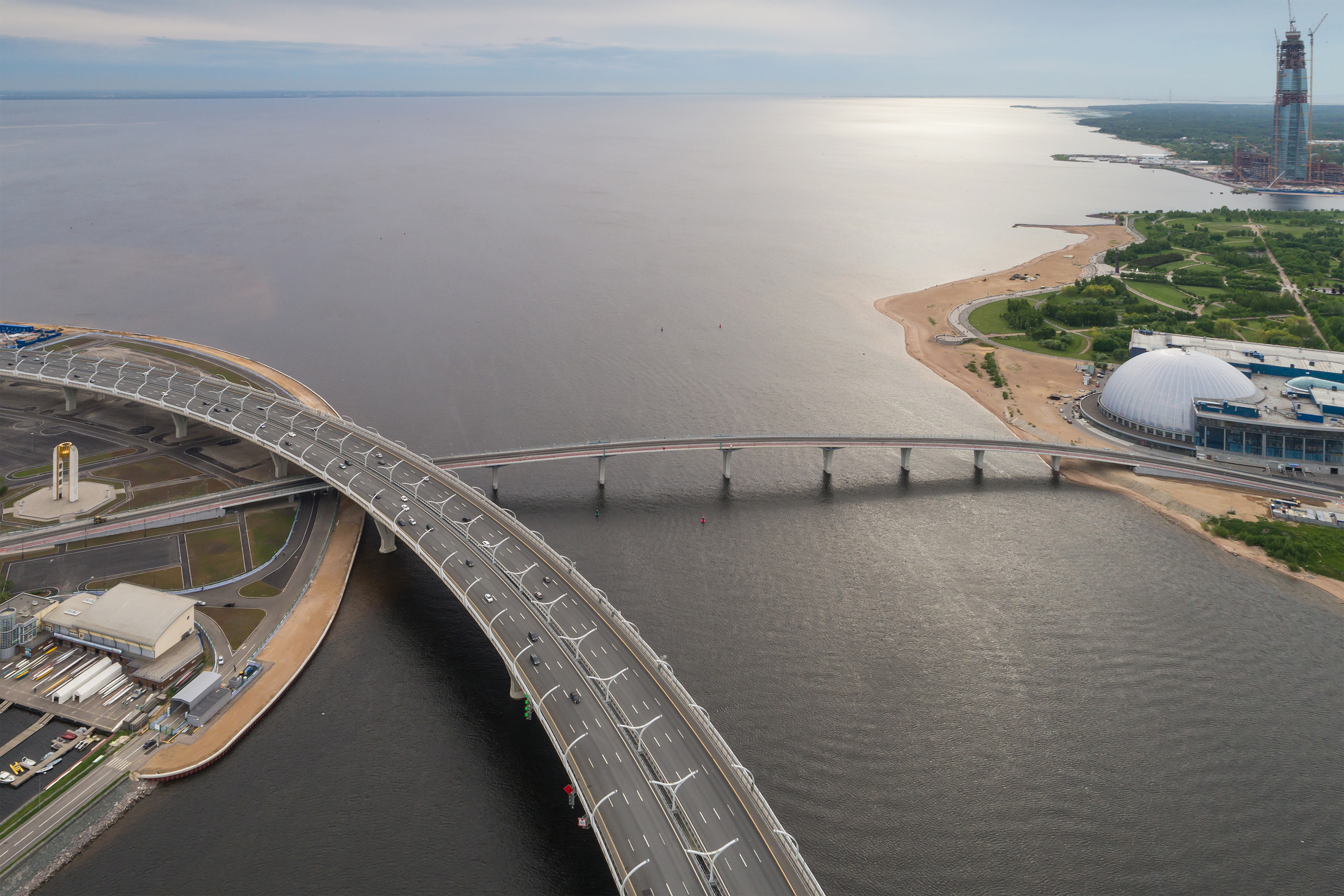
Übergang des Newa-Deltas in die Newabucht an der Krestowski-Insel (äußerster rechter Mündungsarm Große Newka)

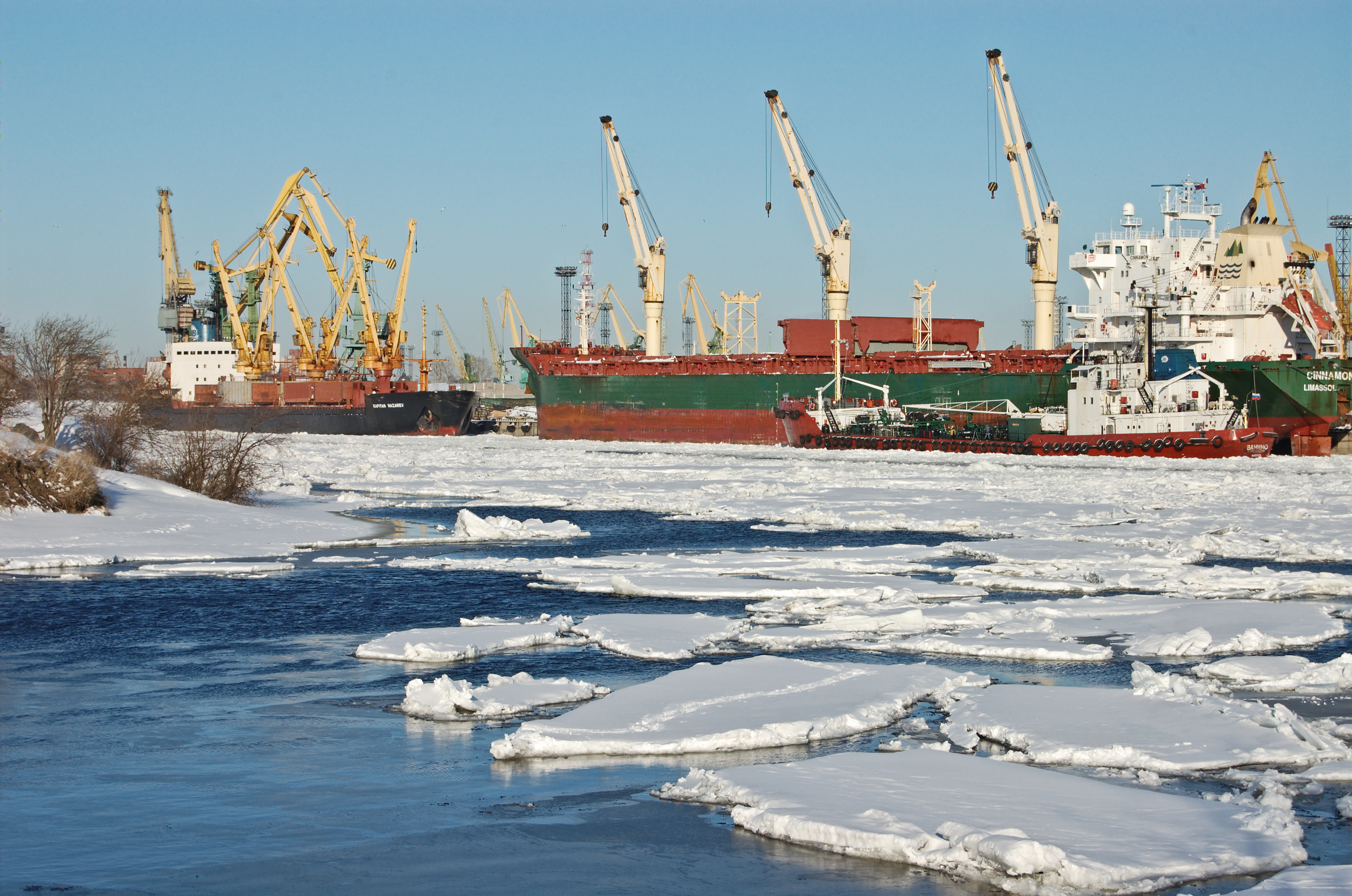
Schiffe im Seehafen an der Newabucht

Die Newabucht (russisch Невская губа; auch Kronstädter Bucht, russisch Кронштадтский залив, Kronschtadtski saliw, dort jedoch veraltet für den gesamten Finnischen Meerbusen) ist das östlichste Nebengewässer der Ostsee, eine langgestreckte seichte Bucht des Finnischen Meerbusens im Bereich der Mündung der Newa in denselbigen.

## Beschreibung
Die Bucht liegt vollständig auf dem Stadtgebiet Sankt Petersburgs, ist etwa 22 Kilometer lang und bis zu 15 km breit, die Wassertiefe beträgt nur drei bis fünf Meter. Sie erstreckt sich vom Newa-Delta im Bereich der Wassiljewski-Insel und mehrerer kleinerer Inseln im Stadtkern Petersburgs bis hin zur Insel Kotlin (mit dem Stadtbezirk Kronstadt), wo sie seit den 1980er-Jahren durch den Petersburger Damm vom wesentlich breiteren und tieferen Teil des Meerbusens nahezu abgetrennt ist. Entlang der nördlichen Küste der Bucht liegen die zu Sankt Petersburg gehörenden kleineren Ortschaften Lachta, Lissi Nos und Olgino, an ihrer südlichen Küste mehrere ebenfalls Petersburg unterstellte Städte und Siedlungen, darunter Strelna, Peterhof und Lomonossow. Nimmt man den Damm als exakte Westgrenze der Newabucht an, ergibt sich für letztere eine Fläche von 380 km².
Vor der Errichtung des Damms verursachte das Wasser der Newabucht regelmäßig Überschwemmungen in Sankt Petersburg, insbesondere bei Westwinden, die das Wasser in östliche Richtung trieben und dadurch den Abfluss des Newawassers verhinderten, wodurch der Pegel des Flusses rasch anstieg. Mit der Aufschüttung des Damms wurde die Hochwassergefahr weitgehend gebannt, allerdings gilt das Wasser östlich davon seitdem als besonders stark verschmutzt, da die Bucht einerseits das durch Abflüsse belastete Wasser der Newa aufnimmt, andererseits aber der Wasseraustausch mit dem Rest der Ostsee durch die Existenz des Damms stark erschwert wird.
In den Sommermonaten beträgt die durchschnittliche Wassertemperatur in der Newabucht 17 bis 19 °C. Von November bis April friert die Bucht zu, der Schiffsverkehr wird jedoch durch den Einsatz von Eisbrechern das ganze Jahr über aufrechterhalten.

## Sonstiges
In Anspielung an ihre geringe Wassertiefe wird die Bucht seit dem frühen 19. Jahrhundert mitunter spöttisch „Marquis-Pfütze“ (russisch Маркизова лужа) genannt. Diese Bezeichnung verdankt sie Jean-Baptiste Prevost de Sansac, marquis de Traversay, einem französischstämmigen Staatsmann in Sankt Petersburg, der von 1811 bis 1828 Marineminister des Russischen Reichs war und in seiner Amtszeit versuchte, die Newabucht als einzigen Übungsplatz für Schiffe der russischen Flotte zu nutzen.
Aktuell existieren Pläne zur Aufschüttung größerer künstlicher Landstücke entlang der östlichen Küstenbereiche der Newabucht und zum Bau diverser Wohn- und Geschäftsviertel sowie Infrastrukturobjekte auf diesen. Ein erstes Projekt im Rahmen dieses Vorhabens, das neue Passagierterminal für Kreuzfahrt- und Fährschiffe, wurde bereits 2008 realisiert. Insgesamt sollen rund 100 Millionen Kubikmeter Grund aufgeschüttet werden, wodurch die Küstenlinie des Petersburger Stadtkerns um einen Kilometer Richtung Westen verschoben wird.